# 怪異TV
『禁断のホラーミステリー 怪異TV』（きんだんのほらーみすてりー かいいてぃーびぃー）は、NHK BSプレミアムで放送されたホラー・ミステリードキュメンタリードラマである。

## 概要
ドラマとドキュメンタリーを融合させた新感覚ホラーミステリーである。
架空番組である「怪異TV」の取材スタッフたちが日本各地で起こる様々な怪事件の謎を解くため、専門家や大学教授のもとに訪れ、調査を進めていく。

## キャスト
- 山中崇
- 國武綾
- 村上賢司
- 小口貴子：ナレーター

第1話
- 澤真希、瓜生和成、鈴木卓爾

第2話
- 森田想、芋生悠、山田夏海、鈴木築詩、平本亜夢、小山萌子

第3話
- 松田知己、上田愛美、本井博之、永井若葉

## 放送リスト
|       | サブタイトル             | 放送日時                    |
| ----- | ------------------------ | --------------------------- |
| 第1話 | 「消えたルポライター」   | 2015年8月6日 21:00 - 22:00  |
| 第2話 | 「呪いのタイムリミット」 | 2015年8月13日 21:00 - 22:00 |
| 第3話 | 「怪談少年A」            | 2015年8月20日 21:00 - 22:00 |

## スタッフ
- プロデューサー：松本智恵
- ディレクター：村上賢司、富樫渉
- 制作統括：浜野高宏、加藤直一、塩崎健太
- 脚本：三宅隆太
- 取材協力：東雅夫
- 制作：NHKエンタープライズ
- 制作・著作：NHK、エネット